# James Horner
James Roy Horner, född 14 augusti 1953 i Los Angeles, Kalifornien, död 22 juni 2015 i Los Padres National Forest nära Santa Barbara, Kalifornien, var en amerikansk kompositör av filmmusik.

## Biografi
James Horner föddes i Los Angeles som son till judiska immigranter. Hans far Harry Horner föddes i Böhmen i Österrike-Ungern men flyttade till USA 1935, medan modern Joan Ruth Frankel tillhörde en kanadensisk familj. Hans bror Christopher Horner är författare och dokumentärfilmare.
Horner började spela piano vid fem års ålder. Hans tidiga år tillbringades i London där han studerade vid Royal College of Music och innan han sökte sig till filmmusiken skapade han konsertverket "Spectral Shimmers". Han återvände till USA för fortsatta studier vid Verde Valley School i Sedona i Arizona. Han erhöll sin kandidatexamen i musik vid University of Southern California. Horner var även utbildad pilot och ägde flera små flygplan.
James Horner fick 1982 sitt genombrott med musiken till Star Trek II: Khans vrede och 48 timmar. Horner skrev företrädesvis orkestermusik, men har även gjort filmmusik inom genrer som jazz, elektronisk musik, country och folkmusik. Han räknades sedan mitten av 1980-talet som en av de ledande tonsättarna i Hollywood, uppskattad för sin mångsidighet och förmåga att anpassa det musikaliska språket till filmens handling. 
Bland de ledande regissörer Horner arbetat med märks Ron Howard, James Cameron och Mel Gibson. Horner belönades 1998 med en Oscar för musiken till filmen Titanic, liksom låten "My Heart Will Go On" som var filmens ledmotiv.
Horner omkom vid en flygolycka i Los Padres National Forest i Kalifornien 2015. Horners arkiv förvaras vid UCLA:s bibliotek.

## Filmografi i urval
- 1982 – 48 timmar
- 1982 – Star Trek II – Khans vrede
- 1983 – Brainstorm
- 1983 – Gorkijparken
- 1983 – Krull
- 1984 – Star Trek III
- 1985 – Cocoon - djupets hemlighet
- 1985 – Commando
- 1986 – Aliens - Återkomsten
- 1986 – Captain EO
- 1986 – Resan till Amerika
- 1986 – Rosens namn
- 1988 – Cocoon – återkomsten
- 1988 – Landet för längesedan
- 1988 – Red Heat
- 1988 – Willow
- 1989 – Drömmarnas fält
- 1989 – Ärans män
- 1990 – 48 timmar igen
- 1991 – Once Around
- 1991 – Resan till Amerika – Fievel i vilda västern
- 1991 – Rocketeer
- 1992 – Patrioter
- 1992 – Sneakers
- 1993 – Det var en gång en skog
- 1993 – Oskyldiga drag
- 1993 – Rex och hans vänner
- 1993 – Pelikanfallet
- 1993 – Äventyret i Kalahariöknen
- 1994 – Höstlegender
- 1994 – Påtaglig fara
- 1995 – Apollo 13
- 1995 – Balto
- 1995 – Braveheart
- 1995 – Casper
- 1995 – Jumanji
- 1996 – I sanningens namn
- 1996 – Ransom
- 1997 – Titanic
- 1998 – Deep Impact
- 1998 – Joe - jättegorillan
- 1998 – Zorro – Den maskerade hämnaren
- 1999 – 200-årsmannen
- 2000 – Den perfekta stormen
- 2000 – Grinchen – julen är stulen
- 2001 – A Beautiful Mind
- 2001 – Enemy at the Gates
- 2002 – The Four Feathers
- 2002 – Windtalkers
- 2003 – Beyond Borders
- 2003 – Radio
- 2003 – Ett hus av sand och dimma
- 2003 – The Missing
- 2004 – The Forgotten
- 2004 – Troja
- 2005 – Den nya världen
- 2005 – Flightplan
- 2005 – Legenden om Zorro
- 2005 – The Chumscrubber
- 2006 – Apocalypto
- 2007 – Det sista offret
- 2008 – Pojken i randig pyjamas
- 2008 – Spiderwick
- 2009 – Avatar
- 2010 – The Karate Kid
- 2012 – The Amazing Spider-Man